# آکادمی ملی طراحی (نیویورک)
آکادمی ملی طراحی یک انجمن افتخاری از هنرمندان آمریکایی است که در شهر نیویورک در سال ۱۸۲۵ توسط ساموئل مورس، آشر دوراند، توماس کول، مارتین ای. تامپسون، چارلز کوشینگ رایت، ایتیل تاون و دیگران برای ترویج هنرهای زیبا تأسیس شد. این آکادمی از طریق آموزش و نمایشگاه به ۴۵۰ هنرمند و معمار آمریکایی که توسط همتایان خود بر اساس برتری شناخته شده انتخاب می‌شوند اداره می‌شود.

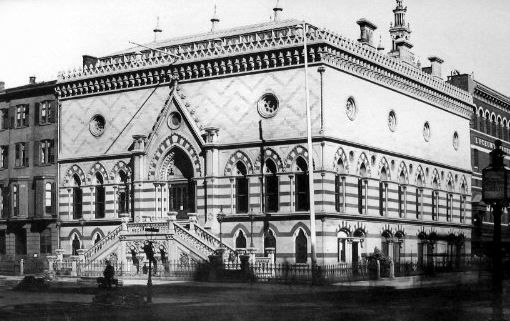
آکادمی ملی طراحی، یکی از بسیاری از ساختمان‌های احیای گوتیک با الگوبرداری از کاخ دوج در ونیز، دیده می‌شود c. 1863–1865. این ساختمان در سال ۱۹۰۱ تخریب شد.

بنیانگذاران اصلی آکادمی ملی طراحی، دانشجویان آکادمی هنرهای زیبای آمریکا بودند. با این حال، در سال ۱۸۲۵، دانشجویان آکادمی آمریکا از حمایت آکادمی، هیئت مدیره آن متشکل از بازرگانان، وکلا، پزشکان و رئیس غیر دلسوز آن، نقاش جان ترامبول، برای تدریس کمبودی احساس می‌کردند.
ساموئل مورس و سایر دانش‌آموزان تصمیم گرفتند «انجمن نقاشی» را تشکیل دهند تا هر هفته چندین بار برای مطالعه هنر طراحی گرد هم بیایند. با این حال، انجمن به عنوان یک سازمان وابسته به آکادمی آمریکایی در نظر گرفته می‌شد و آنها احساس می‌کردند مشکلاتشان حل نمی‌شود، لذا تلاش کردند تا با انتصاب شش نفر از هنرمندان انجمن به عنوان مدیران آکادمی آمریکا، اختلافات را برطرف کنند و یک آکادمی واحد را حفظ کنند. با این حال، وقتی چهار نفر از نامزدها انتخاب نشدند، هنرمندان ناامید تصمیم گرفتند آکادمی جدیدی تشکیل دهند و به این ترتیب آکادمی ملی طراحی متولد شد.

## سازمان و فعالیت‌ها

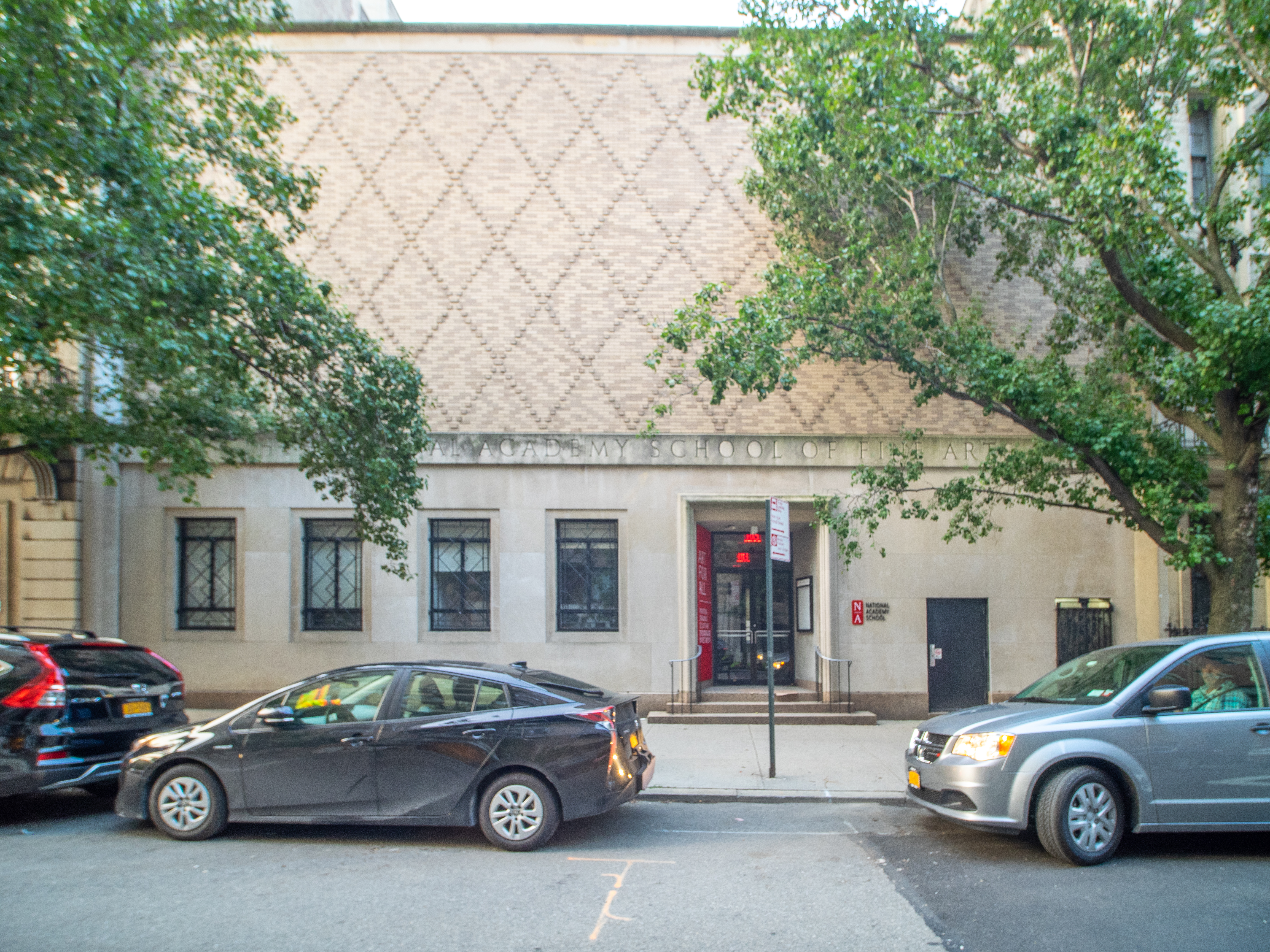
دانشکده هنرهای زیبا آکادمی ملی

این آکادمی یک سازمان افتخاری حرفه‌ای است که دارای یک مدرسه و یک موزه می‌باشد.

## اعضای برجسته

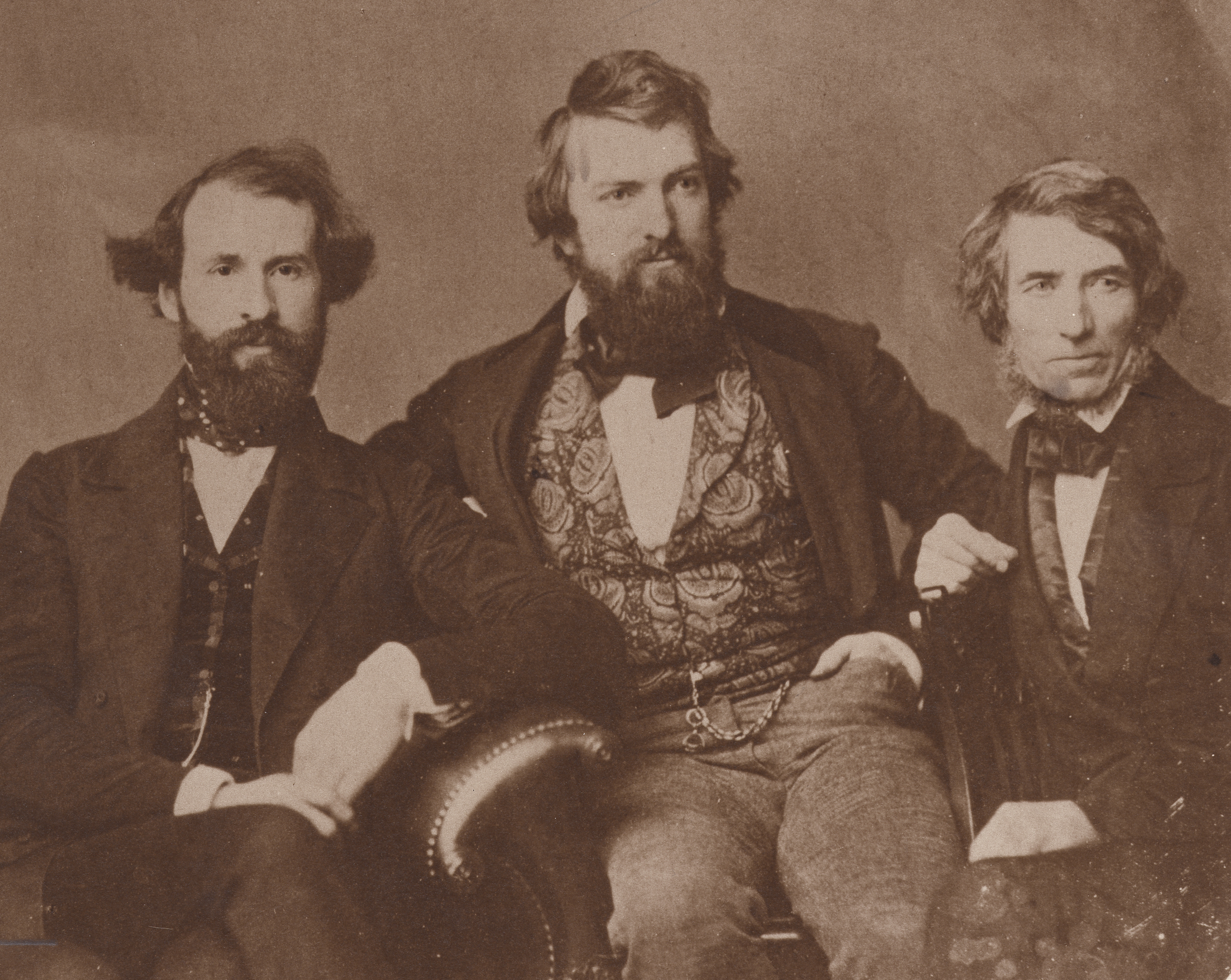
چند عضو در سال 1850 (L تا R): هنری کرک براون، هنری پیترز گری و عضو مؤسس اشر براون دوراند.

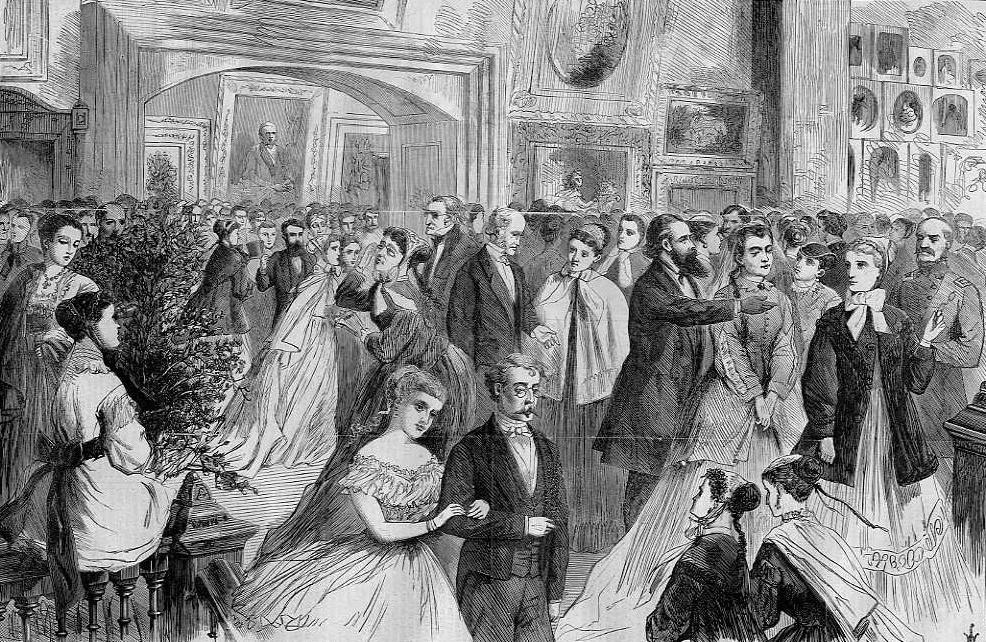
پذیرایی سالانه در آکادمی ملی طراحی، نیویورک، ۱۸۶۸، حکاکی روی چوب از طرحی توسط WSL Jewett.

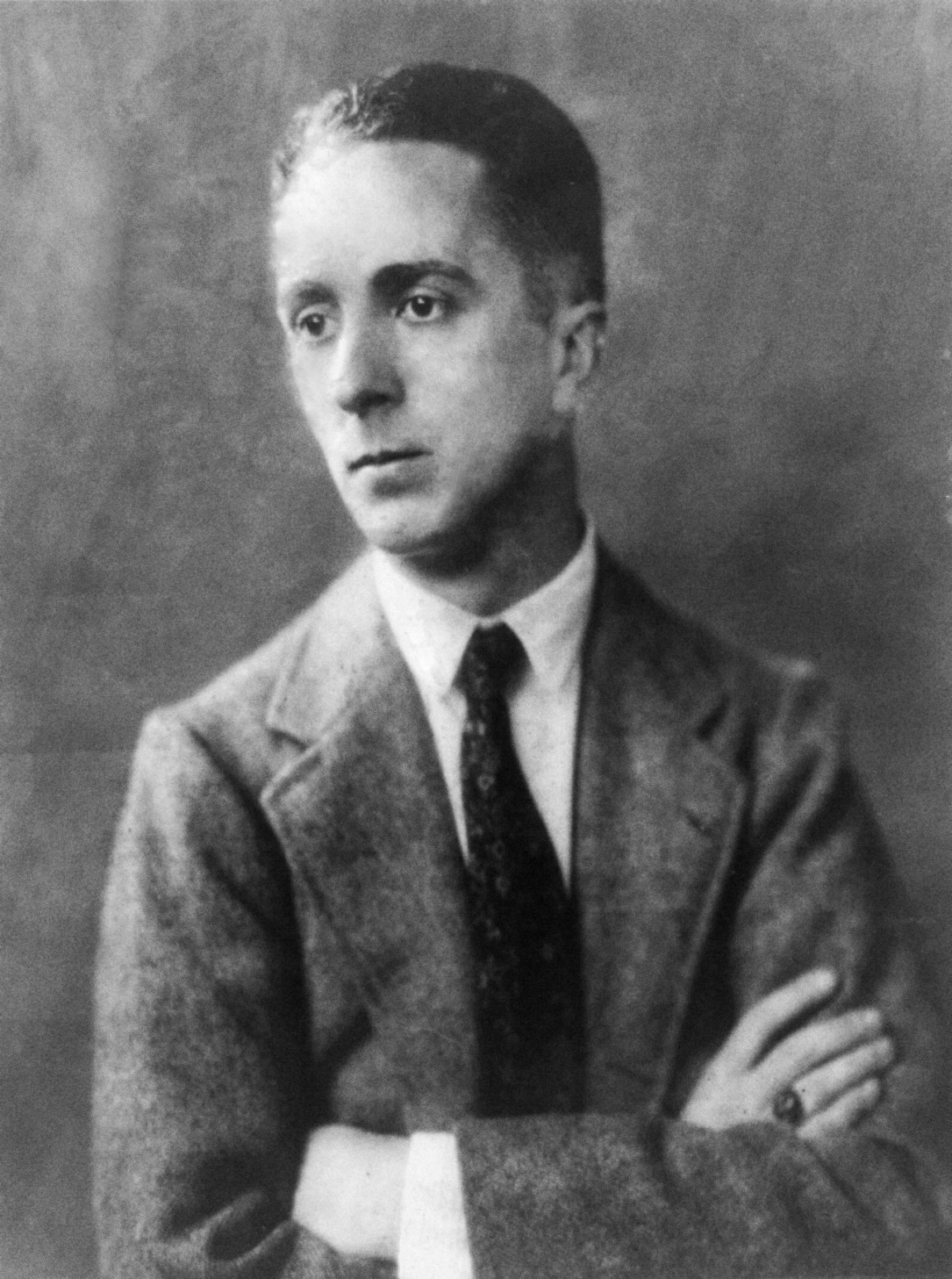
نورمن راکول

- مارینا آبراموویچ
- لی بونتکو
- ویجا سلمینز
- ویلیام مریت چیس
- فردریک ادوین چرچ
- چاک کلوز
- ریچارد دیبنکرن
- توماس ایکینز
- هلن فرانکن‌تالر
- فرانک گری
- هوراتیو گریناف
- وینسلو هومر
- جرج اینس
- جسپر جانز
- ولف کان
- الزورت کلی
- امانوئل لوتز
- ریچارد هیلی لور